# Euchromia hampsoni
Euchromia hampsoni är en fjärilsart som beskrevs av Adalbert Seitz. Euchromia hampsoni ingår i släktet Euchromia och familjen björnspinnare. Inga underarter finns listade i Catalogue of Life.